# François Sakama
François Sakama (12 dicembre 1987) è un calciatore vanuatuano, centrocampista dell'ABM Galaxy.

## Carriera

### Nazionale
Ha esordito in nazionale nel 2007.

## Palmarès

### Club

#### Competizioni nazionali
- Campionato di Vanuatu: 6

Tafea: 2007, 2008-2009
Amicale: 2012, 2013, 2014, 2015